# День Жажды
День Жажды (араб. يوم العطش‎, йаум аль-’аташ) — название, традиционно используемое в арабской историографии в отношении битвы, произошедшей в 724 году между Тюргешским каганатом и Омейядским халифатом на берегах реки Яксарт, в Трансоксиане. Армия Омейядов под руководством Муслима ибн Саида аль-Килаби проводила кампанию в Ферганской долине, когда узнала о наступлении тюргешей. Арабы сразу начали поспешное отступление к Яксарту, преследуемые тюргешской конницей. Через 11 дней армия Омейядов достигла Яксарта, где она оказалась зажатой между тюргешами и войсками местных князей. Тем не менее, арабам удалось прорваться и пересечь реку у Худжанда. Поражение Омейядов привело к краху мусульманского правления на большей части региона, который до 740 года оставался спорной территорией между арабами и тюргешами.

## Предыстория
Регион Трансоксиана (араб. «Мавераннахр») был завоёван омейядским полководцем Кутейбой ибн Муслимом во времена правления халифа аль-Валида I (705—715), после арабских завоеваний Персии и Хорасана в середине VII века. Но лояльность коренного иранского и тюркского населения и автономных местных правителей оставалась сомнительной. В 719 году местные князья запросили у китайцев и их тюргешских вассалов военную помощь против Халифата. В 720 году тюргеши начали серию нападений на мусульман в регионе. Наместникам Омейядов первоначально удалось давить и локализовывать беспорядки, хотя контроль над Ферганской долиной был потерян.

## Экспедиция против ферганцев
В 723 году аль-Хараши сменил на посту наместника Муслим ибн Саид аль-Килаби, который решил в конце следующего года начать экспедицию с целью захвата Ферганы. Арабы столкнулись с трудностями уже на самых ранних этапах кампании, когда появились новости о воцарении нового халифа Хишама ибн Абдул-Малика и назначении нового наместника Ирака Халида аль-Касри. Это привело к тому, что давнее соперничество между племенами арабов Хорасана вышло на передний план: йеменские войска в Балхе первоначально отказались присоединиться к наступлению, так как они ожидали скорого отзыва аль-Килаби (который происходил из северных арабов). Только после того, как Наср ибн Сайяр повёл войска мудари (северных арабов) против них и разбил их в Барукане, йеменцы присоединились к армии аль-Килаби. Кампания началась, когда Халид аль-Касри написал аль-Килаби письмо, убеждая его продолжать наступление до тех пор, пока его наместник, брат Халида Асад, не прибудет в Хорасан. Тем не менее, 4000 бойцов из йеменского племени Азд пришлось вывести из состава армии из-за неблагонадёжности.
Аль-Килаби повёл свою армию вдоль долины Яксарта в Ферганскую долину. Захватывая местные форты, армия Омейядов узнала, что тюргешский каган Сулук выступает против них с армией, более сильной, чем их собственная. Отказавшись от продолжения похода, мусульманская армия настолько поспешно отступила к югу, что за один день преодолевала расстояние, равное трём дням обычного маршрута. На второй день после того, как арабы перешли реку Вади-эль-Субух, армия тюргешей догнала их и атаковала второй лагерь, разбитый Абдаллой ибн Аби Абдаллой отдельно от основных сил. Арабы и их согдийские союзники понесли тяжёлые потери. Среди убитых был в том числе и брат правителя Самарканда, Гурак, но им всё же удалось отразить нападение.
Арабы продолжали отступление в течение ещё восьми дней, постоянно подвергаясь нападениям со стороны преследовавшей их тюргешской конницы. На девятый день они достигли Яксарта, но обнаружили, что путь им преградили войска местных княжеств Шаш и Фергана и остатки согдийских повстанцев, которых разгромил Саид аль-Хараши. Арабы разбили лагерь на ночь и сожгли весь свой обоз, предположительно стоимостью в один миллион дирхамов, готовясь к битве. На следующий день, несмотря на острую жажду и зажатость между тюргешами в тылу и трансоксианскими войсками с фронта, отчаявшиеся арабы сумели прорваться через линии врага и пересечь Яксарт. Как пишет ат-Табари, когда они достигли относительно безопасного Худжанда, «страдая от голода и истощения, войска рассеялись в беспорядке». Там руководство армией было официально передано Абд аль-Рахману ибн Наиму аль-Гамиди, который привёл остатки армии обратно в Самарканд.

## Последствия
Поражение арабской армии и понесённые потери стали катализатором почти полного краха мусульманского правления в Трансоксиане в течение следующих нескольких лет. По словам шотландского историка-востоковеда Гамильтона Гибба, «это была практически последняя наступательная экспедиция арабов в Трансоксиану на ближайшие 15 лет. Но гораздо более важным был удар, который поражение нанесло по престижу арабских стран. Роли поменялись местами; отныне арабы оказались в обороне и постепенно были вытеснены с земель за рекой Окс». Новый наместник Омейядов Асад аль-Касри в течение следующих нескольких лет непрерывно проводил кампании против тюргешей и повстанцев, но они не принесли ему каких-либо ощутимых результатов. Асад пытался заручиться поддержкой местных правителей, отменив на какое-то время уплату налогов местными мавали, но эта политика была отвергнута самими арабами и отменена преемником Асада Ашрасом ибн Абдаллахом ас-Сулами. Это привело к общему восстанию в Трансоксиане в 728 году, когда при помощи военной силы тюргешей арабы были вытеснены почти из всего региона. После этого Трансоксиана оставалась спорным регионом, где постоянно происходили бои, пока арабы не восстановили свои позиции во время кампаний Насра ибн Сайяра в 739—741 годах, который воспользовался развалом Тюргешского каганата и восстановил арабское правление в регионе.